# 박용성 (야구 선수)
박용성(朴庸成, 1958년 9월 30일 ~ )는 전 KBO 리그 롯데 자이언츠의 선수이다.
동아대학교를 졸업하고 1981년 한일은행을 거쳐, 1982년 롯데 자이언츠의 외야수로 활동하다가 1988년 시즌이 끝나고 나서 은퇴를 하고, 사업가로 변신하였다.

## 대학시절
사실 박용성은 동아대 2학년까지만 해도 투수였다. 그러나 60Kg의 작은체구이다보니 어깨와 손목에 무리가 가게 되었고, 투수로서 생명이 다해질 때 강병철 감독이 부임해 주전 외야수로 기용되었다. 출전기회가 많아지고 진가가 서서히 발휘가 되더니, 1979년에는 한·미대학선수권대회에 참가할 대학선발로, 다음해인 1980년에는 도쿄 세계선수권대회 국가대표에 선발됐으며 준우승으로 최동원 이만수 김용남 박종훈과 함께  병역혜택을 받았다.

## 프로야구시절
그런 그가 1982년 1월, 동계훈련 도중, 그당시 경남고 투수(2년후 롯데입단) 조용철의 공이 왼쪽 손목을 강타해 치명적인 부상을 당했다. 그러다보니 전기리그는 거의 뛰지 못했다. 그러나 전기리그가 끝날 무렵, 첫 선을 보인 박용성은 놀랍게도 11홈런을 몰아치며 야구팬들의 가슴에 문신처럼 깊은 인상을 남겼다. 언론에서는 박용성의 등장에‘후반기 홈런왕’이라는 있지도 않은 타이틀을 붙이며 새로운 영웅의 탄생을 알렸다.
이해 박용성은 52경기에 출전해 타율 2할8푼7리 11홈런 38타점을 올리며 프로 원년을 화려하게 장식했다. 주변에선 ‘반짝 스타’라며 반신반의하기도 했다. 그러나 박용성은 이듬해 정규시즌 100경기에
단 3경기가 모자란 97경기에 출전해 타율 2할8푼7리 17홈런 63타점을 기두며 최고의 해를 보냈다. 1984년 한국시리즈 1차전애서 우러난 홈런을 쳐서 팀의 우승에 기여하였다. 그러나 1984년을 기점으로 성적이 급격히 하락하게 되고, 심지어 1986년에는 어깨부상의 재발로 인해 지명타자로 출전을 하게 되지만, 성적이 떨어지는 건 마찬가지였다. 결국 1986년 12월 자유계약선수로 풀렸다가 다음 해 2월 재계약했지만 1988년 11월  자유계약선수로 방출당하면서 은퇴를 하게 된다.

## 은퇴 이후
야구만 해오던 박용성은 코치 연수를 하려 했지만 비자발급기간이 오래 걸려서 그 기간 동안 창원에 가서 직장인이 되었다. 현재 그는 오영플라스틱의 상무이다.

## 출신학교
- 마산상업고등학교 (현 용마고등학교)
- 동아대학교

## 통산기록
| 년도 | 소속  | 타율  | 경기수 | 타수 | 안타 | 2루타 | 3루타 | 홈런 | 타점 | 득점 | 도루 | 도루실패 | 4사구 | 삼진 | 병살타 | 희생타 | 장타율 | 비고                     |
| ---- | ----- | ----- | ------ | ---- | ---- | ----- | ----- | ---- | ---- | ---- | ---- | -------- | ----- | ---- | ------ | ------ | ------ | ------------------------ |
| 1982 | 롯데  | 0.287 | 52     | 171  | 49   | 6     | 1     | 11   | 38   | 24   | 0    | 2        | 21    | 28   | 7      | 6      | 0.526  | 후기리그 홈런왕 (비공식) |
| 1983 | 롯데  | 0.287 | 97     | 349  | 100  | 19    | 1     | 17   | 63   | 40   | 6    | 7        | 41    | 60   | 8      | 7      | 0.493  |                          |
| 1984 | 롯데  | 0.222 | 71     | 158  | 35   | 2     | 0     | 7    | 21   | 13   | 1    | 3        | 19    | 30   | 6      | 2      | 0.367  |                          |
| 1985 | 롯데  | 0.245 | 74     | 159  | 39   | 5     | 2     | 8    | 21   | 24   | 4    | 1        | 20    | 26   | 5      | 5      | 0.453  |                          |
| 1986 | 롯데  | 0.194 | 53     | 72   | 14   | 2     | 0     | 0    | 1    | 6    | 1    | 0        | 11    | 12   | 3      | 2      | 0.222  |                          |
| 1987 | 롯데  | 0.000 | 9      | 10   | 0    | 0     | 0     | 0    | 0    | 1    | 0    | 0        | 0     | 1    | 0      | 0      | 0.000  |                          |
| 1988 | 롯데  | 0.333 | 3      | 3    | 1    | 0     | 0     | 0    | 1    | 0    | 0    | 0        | 0     | 1    | 0      | 0      | 0.333  |                          |
| 통산 | 7시즌 | 0.258 | 359    | 922  | 238  | 34    | 4     | 43   | 145  | 108  | 12   | 13       | 112   | 158  | 29     | 22     | 0.444  |                          |